# Охримович, Владимир Юлианович
Влади́мир Юлиа́нович Охримо́вич (укр. Володи́мир Юліа́нович Охримо́вич; 27 мая 1870, с. Велдиж, Королевство Галиции и Лодомерии, Австро-Венгрия (ныне с. Шевченково, Калушский район, Ивано-Франковской области Украины) — 1931, Львов) — украинский правовед, общественно-политический деятель, журналист. Действительный член Научного общества им. Шевченко (1899) и председатель его Статистической комиссии, член-корреспондент Санкт-Петербургской академии наук(с 1913), профессор, доктор права (1896) и декан юридического факультета Львовского тайного украинского университета (1920—1925).

## Биография
В 1894 окончил юридический факультет Львовского университета. С 1897 — преподавал там же курс права. Позже, с 1903 занимался юридической практикой. Адвокат.
Один из основателей Русско-украинской радикальной партии (позже — Украинская радикальная партия), затем был в числе основателей Украинской национально-демократической партии (УНДП) (1899), сотрудничал с журналами «Народ» (1890) и «Жизнь и Слово» («Життя і Слово», 1895).
Главный редактор газет «Свобода» (1900) и «Діло» (1902, 1906-07, 1924—1925). Охримовичу принадлежит заслуга в вопросе развития украинской журналистики: он ввёл фонетическое правописание вместо этимологического: до того времени употреблялась русская буква «ѣ» (ять) вместо «і» .
Посол (депутат) австрийского парламента (1907—1908).
После прихода российских войск в Галицию в ходе Первой мировой войны в 1914 был вывезен в Сибирь (1915—1917), где написал брошюру «Как я обратился к Богу. Публичная исповедь» (1917).
В октябре 1918 — июне 1919 года — член Украинского Национального Совета ЗУНР, член-основатель Народной трудовой партии (1919), председатель НТП (1923—1925), с 1925 — в УНДО.
Автор многих работ по статистике, этнологии, этнографии, языковедению и антропонимике на русском и украинском языках, напечатанных в записках НОШ и других научных изданиях.

## Избранные публикации
- «Звідки взялася назва Бойки?» (1895)
- «Знадоби до пізнання народних звичаїв та поглядів правних» (1895, с разделом про антропонимику)
- «Українсько-руські приповідки правничі» (1912)
- «Украинский народ в его прошлом и настоящем» (М., 1916)
- «Значение малороссийских свадебных обрядов и песен в истории эволюции семьи». 1. Матриархат. — Этнографическое обозрение, 1891 г., № 4
- «Рукописні церковні книги в с. Волосянці Стрийського повіту» (ЗНТШ, 1897)
- «Русини-латинники» (Львів, 1909) и др.